# Brødrene
Die Brødrene (norwegisch für Brüder; in Australien Wheeler Rocks) sind eine Gruppe kleiner Felseninseln vor der Küste des ostantarktischen Kemplands. Sie liegen in der Einfahrt zur Wheeler Bay unmittelbar nordwestlich der Magnet Bay.
Norwegische Kartografen, die auch die Benennung vornahmen, kartierten sie anhand von Luftaufnahmen, die bei der Lars-Christensen-Expedition 1936/37 entstanden. Namensgeber der australischen Benennung ist Graeme Trevor Wheeler (* 1928), Wetterbeobachter auf der Mawson-Station im Jahr 1957.